# Пачулія Володимир Дігович

## Біографія
Народився 1922 року в Абхазії.
5 вересня 1942 року Очамчирським райвійськкоматом Абхазької АРСР призваний до РККА .
У травні 1944 року 271-а стрілецька дивізія вела бої місцевого значення за поліпшення позицій у районі на північ від Коломиї . 25 травня 1944 року підрозділ, до якого входив червоноармієць Пачулія, проводив розвідку боєм переднього краю супротивника. Володимир Пачулія першим увірвався до траншеї супротивника й в сутичці знищив двох солдатів та закидав гранатами дві кулеметні цятки. Відбивав автоматним вогнем контратакуючого супротивника до останнього патрона, і в ході власної контратаки закрив своїм тілом амбразуру дзота .
Був представлений командуванням до звання Героя Радянського Союзу, але наказом по 11-му стрілецькому корпусу № 033/н від 14 червня 1944 посмертно був нагороджений орденом Вітчизняної війни 1-го ступеня.
Похований у братській могилі в селі Раковчик. .
В 1978 році в Сухумі був встановлений виготовлений з міді пам'ятник герою (зруйнований в ході збройного конфлікту початку 90-х). Іменем Володимира Пачулія було названо судно, що нині штучно затоплене біля узбережжя Грузії, і є об'єктом для туристичного дайвінгу